# Szimbolizmus

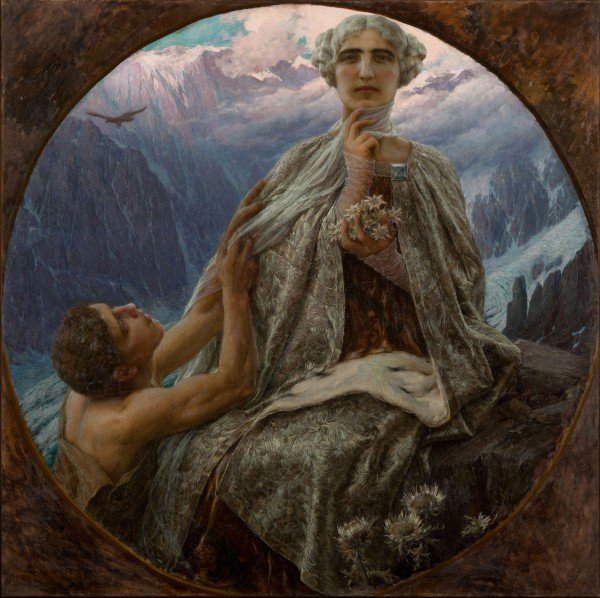
A csúcs, a tortonai Cesare Saccaggi festő munkája

A szimbolizmus a realizmussal szembeforduló művészeti irányzat a 19. század második felében.

## A képzőművészetben
Gyökerei a 19. század eleji romantikába nyúlnak, szoros kapcsolatban áll a kortárs szimbolista irodalommal, filozófiával és zenével, saját szerepét is a művészetek szintézisének és egységének keretében értelmezi. A szimbolista mozgalom hivatalos bemutatkozását 1886-ra teszik, arra az évre, amikor a Le Figaro közli Jean Moréas szimbolista költészetéről szóló, de a képzőművészetet is érintő kiáltványát.
A pozitivista materializmusra és egyben az impresszionista természetutánzás buzgalmára válaszol a szimbolizmus is, de nem racionális és tudományos, hanem filozófiai és spirituális alapon. Ha igaz a platóni idealizmus tana, és a valóságot az ideák világa alkotja, úgy a művészre, a „belső szemmel” megáldott látnokra vár a feladat, hogy a valóság rejtett jelentéseit dekódolja és mindenki számára érthető, érzékletes formába öntse vagyis „tárgyiasítsa a szubjektumot”, szemben az eddigi felfogással, mely szerint a művész dolga „szubjektivizálni a tárgyat” – állítja Gustave Kahn.
A szimbolizmus nemzetközi irányzat, egész Európában otthonos, de változatai nagyon különbözőek. Közös elemük nem annyira a stílus – mert a realizmussal való szakítás nem mindenütt járt együtt a tárgyias ábrázolás elvetésével és új festői nyelv kidolgozásával –, hanem inkább az, hogy elutasítják a jelenkor, a mindennapok témáit, és tárgyukat irodalmi, mitológiai és lélektani utalásokkal is megemelik.
Franciaországból kiindulva (Georges Lacombe) foltokban terjed el Európa-szerte a szimbolista irányzat, és sok eredeti stílusváltozata jön létre. A művészetek egységét szorgalmazza kísérleteivel Hollandiában Jan Toorop és Johan Thorn Prikker, Belgiumban Fernand Khnopff és Félicien Rops, Oroszországban Michail Vrubel, Olaszországban Gaetano Previatri és Giovanni Segantini, Norvégiában Edvard Munch, Magyarországon Rippl-Rónai József, Csontváry Kosztka Tivadar.
- „A szimbolista esztétika a legváratlanabb formákban nyilvánul meg, kutatásai révén addig kevéssé érintett területek vizsgálatára törekszik: az ábránd és a képzeletbeli, a fantasztikus és az irreális, a mágia és az ezoterizmus, az álom és a halál tartományait vizsgálja” – ad tág és rugalmas meghatározást Jean Cassou francia esztéta a szimbolizmusnak. (A szimbolizmus szellemisége, in: A szimbolizmus enciklopédiája, Corvina Kiadó, Budapest, 1979)
- A szimbolizmus lényege az álom ereje, ennek erős jelenléte a művekben. „Egy álmokban járatos ember jött ide, hogy beszéljen egy másik emberről, aki meghalt” – kezdett egy emlékbeszédet Stéphane Mallarmé.
- Az álom döntő szerepe miatt a későbbi szürrealista irányzat elődjének tartotta a legjelentékenyebb francia szimbolista képzőművészeket (Gustave Moreau, Odilon Redon) éppígy a naiv festő Henri Rousseau-t. A művészettörténeti közmegegyezés a szimbolista szobrászat és egyúttal a századforduló óriásának Auguste Rodint tartja.

(…)
2007 júniusában alapvető fontosságú kiállítás nyílt Rómában Il Simbolismo címen, amelynek „főalakja” a szecesszió művészetének nagy művésze, az osztrák Gustav Klimt lett.

## Az irodalomban
- Még inkább elmondható, hogy a romantika a szimbolizmus elődje. Olyan romantikus költők, mint Victor Hugo szimbolista antológiába illő verseket írtak. A 19. század végi szimbolizmus lényege, hogy a versben a szimbólumrendszer központi szervezőelemmé válik. A szimbólumok többé nem giccses allegóriák: egy jelhez nem rendelhető hozzá egy konkrét jelentés. A költő által teremtett szimbólumokat egységükben kell nézni, de még így is többértelmű marad a költemény. Tehát, a szimbolista vers nem állít, vagy megnevez, hanem sugalmaz, sejtet. Kedvelt eszköze a szinesztézia. Az értelmezés teljesen a befogadóra hárul. A szimbolizmus szülőatyja Charles Baudelaire, aki a híres-nevezetes Kapcsolatokban, kifejtette a szimbolizmus hitvallását. 1870-től rohamosan nőtt a magukat szimbolistának valló költők száma, de a három legjelentősebb: Arthur Rimbaud, Paul Verlaine és Stéphane Mallarmé. A költőként induló Maurice Maeterlinck a szimbolista drámaírás megteremtője lett Les Aveugles – A vakok (1890); Pelléas és Mélisande (1892) c. alkotásaival. A másodikból Claude Debussy a 20. századi zenetörténet egyik legnagyobb hatású, a modern zenét leginkább befolyásoló operáját alkotta meg. A francia szimbolizmus jelentékeny alkotója Mallarmé mellett Herédia és Jean Moréas (utóbbi 1886-ban szimbolista kiáltványt tett közzé). A századforduló prózairodalmában itt említendő Auguste de Villiers de L’Isle-Adam, Rémy de Gourmont és Joris-Karl Huysmans munkássága.
- A német költészetben Rainer Maria Rilke, az olaszban Gabriele D’Annunzio, a lengyelben Stanisław Wyspiański neve a legfontosabb. Az angol századforduló „elátkozott költője”, Oscar Wilde szintén itt említendő. Az orosz irodalom legnagyobb szimbolista poétáinak Alekszandr Blok és Valerij Brjuszov számítanak.
- A magyar irodalom legnagyobb szimbolista költője Ady Endre. Az első magyar szimbolista költő Czóbel Minka volt akinek 1890-ben jelent meg első verseskötete (Nyírfalombok címmel) szemben Adyval akinek csak 1899-ben (Versek címmel).

## Szakirodalom
- Szabadi Judit: A szimbolizmus Magyarországon; in: Jean Cassou: A szimbolizmus enciklopédiája (Corvina Kiadó, 1979)
- Jehoda Edina. Formális szimbolizmus in: Literature O.L., 2008. 02. 263 o.